# Command & Conquer: Red Alert 3 – Uprising
Command & Conquer: Red Alert 3 – Uprising là một game chiến thuật thời gian thực phát triển bởi EA Los Angeles và phát hành bởi Electronic Arts vào năm 2009. Uprising là một phiên bản mở rộng độc lập của Command & Conquer: Red Alert 3 dành riêng cho hệ điều hành Microsoft Windows và phát hành bởi phương pháp phân phối sản phẩm số và không đòi hỏi Red Alert 3 để chơi. Game này có thêm 30 bản đồ mới dành cho phần chơi skirmish, trong số đó rất nhiều bản đồ được đặt trong môi trường mới hoàn toàn. Và phiên bản Uprising không bao gồm các yếu tố chơi nhiều người như hợp tác với nhau, chơi trực tuyến hoặc chơi qua mạng.
Một phần của Uprising được gọi là Commander's Challenge cũng đã được phát hành như là Command & Conquer: Red Alert 3 – Commander's Challenge trên PlayStation Store và Xbox Live cho PlayStation 3 và Xbox 360 vào ngày 24 tháng 9 năm 2009. Nó có chức năng như một game độc lập và không cần Red Alert 3 để chơi. Commander's Challenge chỉ bao gồm chế độ Commander Challenge của Uprising và các đơn vị và vũ khí mới, nhưng không phải là phần chiến dịch hoặc chế độ skirmish. Đến nay, game có trị giá 800 điểm Microsoft Points trên Xbox Live Arcade .

## Chiến dịch
Uprising lấy bối cảnh sau khi chiến dịch của Đồng Minh kết thúc trong Red Alert 3. Bốn "mini-campaigns" có sẵn cho mỗi phe trong Red Alert 3 và nhiệm vụ thưởng lấy trọng tâm xung quanh nguồn gốc đặc công của Empire là Yuriko Omega. Mỗi chiến dịch có ba nhiệm vụ dài, với ngoại lệ của Xô Viết, trong đó bao gồm bốn nhiệm vụ. Ban đầu chỉ có chiến dịch của Xô Viết và Yuriko là có sẵn, các chiến dịch của Đồng Minh và Empire of Rising Sun chỉ xuất hiện sau khi hoàn thành các nhiệm vụ trong chiến dịch của Xô Viết.

## Cốt truyện
Cả ba chiến dịch giả định rằng phe Đồng minh đã chiến thắng ở cuối Red Alert 3 với Nga Xô Viết đang bãi bỏ lực lượng quân sự và, sau cái chết của Hoàng đế Yoshiro, Thái tử Tatsu đã đầu hàng Đồng Minh, trong khi bí mật âm mưu đưa Empire of the Rising Sun lấy lại toàn bộ sức mạnh. 
Chiến dịch của Xô Viết tập trung vào cuộc kháng chiến của lực lượng Xô Viết còn sót lại đang cố gắng ngăn chặn FutureTech, nhà thầu quốc phòng của Đồng Minh, đang có kế hoạch để tạo ra một siêu vũ khí được gọi là "Sigma Harmonizer" (một thiết bị để dừng thời gian). FutureTech được tiết lộ là có được sự giúp đỡ của Chủ tịch Liên minh châu Âu là Rupert Thornley, người lên kế hoạch để "tạo ra trên thiên đường trên trái đất" bằng cách sử dụng thiết bị.
Chiến dịch Đồng Minh tập trung vào việc đánh bại các lãnh chúa của Empire vẫn còn chống lại lực lượng chiếm đóng của Đồng Minh. Hoàng đế Tatsu có vẻ như bắt đầu hợp tác với Đồng Minh, nhưng lại cho thấy ý định thực sự của mình khi quyền lực quân sự của ông được phục hồi bởi sự sụp đổ của Takara, chỉ huy cuối cùng của đối phương trong chiến dịch Đồng Minh.
Chiến dịch Empire là cuộc chiến chống lại 2 tướng Xô Viết đang cố gắng để chinh phục các bộ phận của Nhật Bản. Đồng Minh cũng góp phần liên quan, nỗ lực (thay vì không hiệu quả) để ngăn chặn cuộc chiến đấu và phục hồi hòa bình. Thái tử Tatsu chúc mừng người chơi ở nhiệm vụ đầu tiên. Lần thứ hai, ông ra lệnh cho người chơi để bảo vệ ngôi mộ của cha ông là Yoshiro, Hoàng đế của Rising Sun trong Red Alert 3. Trong nhiệm vụ cuối cùng, ông đã ra lệnh cho một cuộc phản công chống lại các tướng của Xô Viết. 
Chiến dịch Yuriko kể lại câu chuyện về Yuriko Omega, việc cô được tạo ra, bị giam cầm bởi Đồng Minh và chiến đấu để cứu em gái của cô. Chiến dịch sử dụng giao diện điều khiển và góc nhìn khác so với phần còn lại của trò chơi, cho phép chỉ xem màn hình trong đó có vị trí của Yuriko và thay thế các thanh bên, minimap với một thanh lệnh nhỏ gọn dành riêng cho Yuriko.

## Nhân vật mới trong game
Phần này chỉ liệt kê các nhân vật mới. Đối với các nhân vật cũ, xem Command & Conquer: Red Alert 3.
Đồng Minh
- Holly Valance là Brenda Snow [3][4][5].
- Ric Flair là Tư lệnh Douglas Hill [3][4].
- Rupert Thornley là Malcolm McDowell [3][4].
- Jodi Lyn O'Keefe là Kelly Weaver [3][4].
- Louise Griffiths là Tư lệnh Lydia Winters

Empire of the Rising Sun
- Jamie Chung là Tư lệnh Takara Sato [3][4]
- Julia Ling là Izumi [6].
- Vic Chao là Tiến sĩ Shinji Shimada.

Xô Viết
- Moran Atias là Tư lệnh Vera Belova

## Các loại quân mới
Đồng Minh
- "Harbinger Gunship": Máy bay tấn công mặt đất hạng nặng có thể hấp thụ và phản sát thương, nhưng vũ khí chính của nó chỉ được gắn ở một bên.
- "Pacifier FAV": Một loại pháo tầm xa lưỡng dụng có thể lội nước và chuyển sang súng máy khi không triển khai.
- "Cryo Legionnaire": Đơn vị bộ binh với khả năng đóng băng một nhóm các đơn vị mặt đất sau đó nhảy đến tấn công và có thể đi trên mặt nước.
- "Future Tank X-1": Xe tăng-robot hạng nặng có lượng giáp dày và đại bác xung kích năng lượng, có thể quét sạch một công trình với kỹ năng đặc biệt.

Empire of the Rising Sun
- "Steel Ronin": Robot hình người hạng trung được vũ trang naginata thích hợp cho cận chiến chống bộ binh và xe cơ giới, với khả năng tấn công đặc biệt tầm xa.
- "Archer Maiden": Đơn vị bộ binh có khả năng chiến đấu đất-đối-đất và đất-đối-không với cung tên công nghệ cao nhưng khá tốn kém.
- "Giga-Fortress": Một đơn vị mạnh mẽ có thể biến đổi giữa pháo đài hải quân hạng nặng và pháo đài bay với một khẩu pháo năng lượng tầm xa.

Xô Viết
- "Reaper": Robot trang bị vũ khí đất-đối-không và đất-đối-đất hạng nặng, có khả năng chuyển đổi thành một tháp canh.
- "Grinder": Xe bọc thép lội nước có khả năng vô hiệu hóa và nghiền các đơn vị và công trình của đối phương.
- "Desolator": Một bộ binh trang bị vũ khí hóa học và khả năng đặc biệt đáng ngạc nhiên nhưng tốn kém.
- "Mortar Cycle" Xe mô-tô tấn công rẻ và nhanh, trang bị bom xăng và súng cối.

## Phần chơiCommander's Challenge
Uprising cũng có một chế độ gọi là Commander's Challenge, trong đó người chơi có thể chơi với Tư lệnh AI có trình độ kỹ năng khác nhau. Chế độ này cũng được phát hành như là một game độc lập cho PlayStation 3 và Xbox 360.
Commander's Challenge chứa 50 màn chơi với độ khó khác nhau. Chế độ này là dựa vào chế độ Generals' Challenge của Zero Hour . Nó có một số chỉ huy trở về từ Red Alert 3 cũng như một vài người mới . Nó cũng chứa một vài đơn vị chỉ xuất hiện trong phần chiến dịch của Red Alert 3 như "Tesla Tank" và "Executioner Shogun" . Một số map trong Commander Challenge cũng có những hiệu ứng đặc biệt như mưa rào hoặc các đơn vị sản xuất trên bản đồ được thu nhỏ . Trước khi hoàn thành bất kỳ nhiệm vụ nào, người chơi có quyền truy cập vào các đơn vị cơ bản của mỗi bên, tuy nhiên sau khi hoàn thành mỗi nhiệm vụ, đơn vị mới hơn được mở khóa từ cây công nghệ của các đối thủ bị đánh bại.
Có 13 thách thức lớn và 37 thách thức phụ được mở khóa khi người chơi làm việc theo cách của họ thông qua trò chơi. Dưới đây là danh sách của tất cả các nhiệm vụ:
Thách thức chính
Dead Meat
Blood Feud
Defense of the Archipalego
Where Satellites go to die
Symphony of Steel
Athena's Wrath
Scavenger
Offshore Killing
Chrono you didn't
Tesla's castle
Double-Barreled
Out of the Blue
Fury of the Empire
Thách thức phụ
Creeping Death
Crate and Red Barrel
Are you Experienced
Caught in the Crossfire
Dangerous Skies
All Guns Blazing
Two Sides to Everything
Ready to Roll Out
Dirty Tricks
Gosh Darn Mongolians!
Cat Fight
Number One Threat to America
No Place to Hide
High-Water Mark
Behind the Iron Curtain
Show of Force
No Match for the Guardian
Reap what you Sow
Kill-A-Ton
King of the Monsters
Your Gold Mine has Collapsed
The Omega Program
Shrink Zone
Viscious Circle
Robots and Ninjas
Battle Royale
High Seas Duel
Superb Commander
Red Crush
Be Quick or be Dead
Ice Breaker
The Final Countdown
Come and get it
Arms Race
Battle Room
The Motherland
Future Warfare